# Osiedle Piastów-Powstańców Śląskich
Osiedle Piastów-Powstańców Śląskich – jedno z 16 osiedli administracyjnych miasta Kędzierzyna-Koźla. Siedziba Rady Osiedla znajduje się przy ulicy K. Wielkiego 17/1. Przewodniczącym Zarządu Osiedla (2023) jest Krzysztof Słowik.
Osiedle administracyjne Piastów-Powstańców Śląskich obejmuje osiedla mieszkaniowe Piastów i Powstańców Śląskich, od 1975 w granicach miasta.

## Kultura
- Filia nr 11 (ul. Kazimierza Wielkiego 17) Miejskiej Biblioteki Publicznej w Kędzierzynie-Koźlu.
- Spółdzielczy Dom Kultury "Komes" (ul. Kazimierza Wielkiego 7). Siedziba Zespołu Pieśni i Tańca "Komes" oraz Małego Zespołu "Komes". Oferuje zajęcia rytmiki dziecięcej i dostęp do siłowni. Przy domu kultury znajduje się amfiteatr, w którym odbywają się imprezy plenerowe.
- Klub Muzyczny "Kajtek" (ul. Królowej Jadwigi 10). Organizuje Przegląd Zespołów Rockowych "Piwnica".
- Kompleks sportowo-rekreacyjny "Piast Arena"

## Edukacja
- Publiczna Szkoła Podstawowa nr 19 im. Bronisława Malinowskiego, ul. Mieszka I nr 4.
- Publiczne Sportowe Gimnazjum nr 5 im. Polskich Olimpijczyków, ul. Mieszka I nr 4
- Zespół szkół licealnych dla młodzieży i dorosłych - WZDZ w Opolu, siedziba w Kędzierzynie-Koźlu, ul. Kazimierza Wielkiego nr 17

## Kościoły i Związki Wyznaniowe
- Rzymskokatolicka Parafia Ducha Św. i NMP Matki Kościoła, ul. B. Krzywoustego 2